# Кормление птиц
Кормление птиц — человеческая деятельность по кормлению (подкармливанию) диких птиц. Специально придуманная для этих целей конструкция называется кормушка. Подкормка птиц особо важна в холодное время года, когда птицам нужно больше пищи для поддержания жизнедеятельности, а почва зачастую покрыта слоем снега.

## История
Первое документальное свидетельство о кормлении человеком диких птиц относится к VI веку: до нас дошли записи, что голубей подкармливал епископ Серф из Калросса. Холодной зимой 1890—1891 года британские национальные газеты впервые обратились к людям с просьбой подкармливать диких птиц. В 1910 году британский журнал «Панч» заявил, что «кормление птиц — это национальное времяпровождение». В 1994 году в США решением Конгресса февраль был объявлен Национальным месяцем кормления птиц. В настоящее время исследованиями влияния кормления диких птиц человеком на пернатых занимаются Эксетерский университет, Бирмингемский университет, Фрайбургский университет, Министерство окружающей среды Канады, журнал Oecologia.

## Корм
Основной корм, используемый в кормлении птиц, это различные семена (особенно подсолнечника), орехи, сало (англ. suet) (часто в виде шариков), остатки пищи со стола человека, также выпускается специальная птичья еда. Водоплавающих птиц чаще всего подкармливают хлебом. Вьюрковые любят семена гвизотии абиссинской, сойки — сахарную кукурузу, белоглазковые, африканские бородатки, иволги, пересмешники и некоторые дроздовые — свежие фрукты, разрезанные на куски, синицы, поползни и дятлы — очищенный и расколотый пополам арахис, воробьи и голуби — белое просо. Зимой к корму можно добавлять мелкий песок, например, из яичной скорлупы, который нужен птицам в качестве гастролитов.

## Факты
- По данным 2002 года, более 60 % англичан, имеющих собственные сады, подкармливали диких птиц. По данным 2006 года, более 55 миллионов американцев старше 16 лет подкармливали диких птиц, истратив за год более 3 миллиардов долларов на собственно пищу для них и ещё около 800 миллионов долларов на кормушки, ванны-поилки, скворечники и прочие аксессуары, связанные с заботой о диких птицах[10].
- В некоторых городах или их районах законодательно запрещено кормить птиц (как правило, голубей). Например, такой запрет с 2007 года действует на Трафальгарской площади в Лондоне. Это связано с тем, что городская администрация ежегодно тратила до 160 000 фунтов стерлингов на уборку птичьего помёта с улиц и памятников города, кроме того, такая концентрация птиц (до 35 000) могла быть небезопасна для здоровья жителей города[11].
- В 2008 году пенсионера из Нортгемптона власти хотели выселить из дома вместе с женой за кормление птиц в собственном саду[12]. Схожий случай произошёл в 2009 году с пенсионерами из Оксфордшира: их обвинили в том, что корм для птиц приманивает крыс[13].

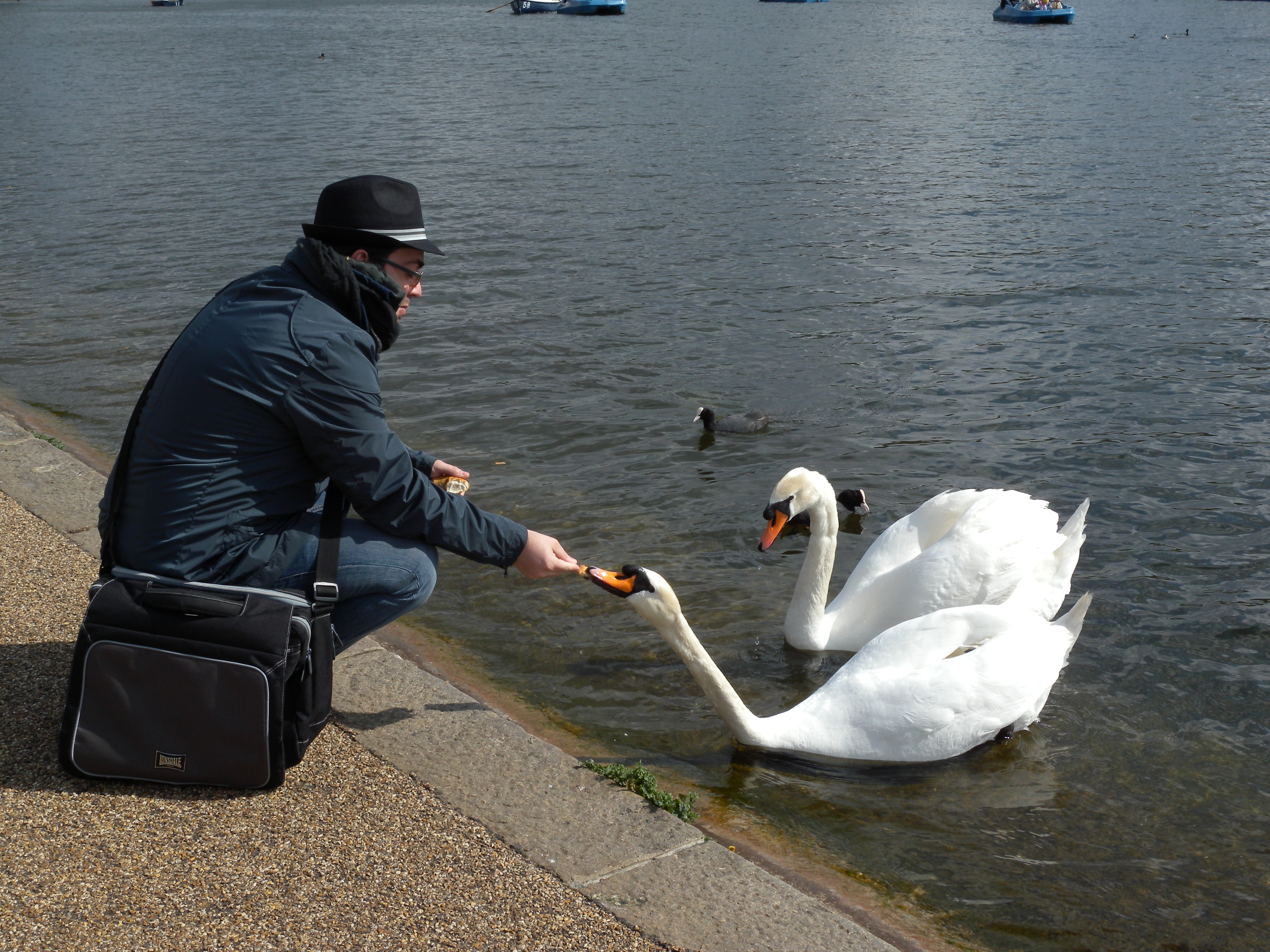
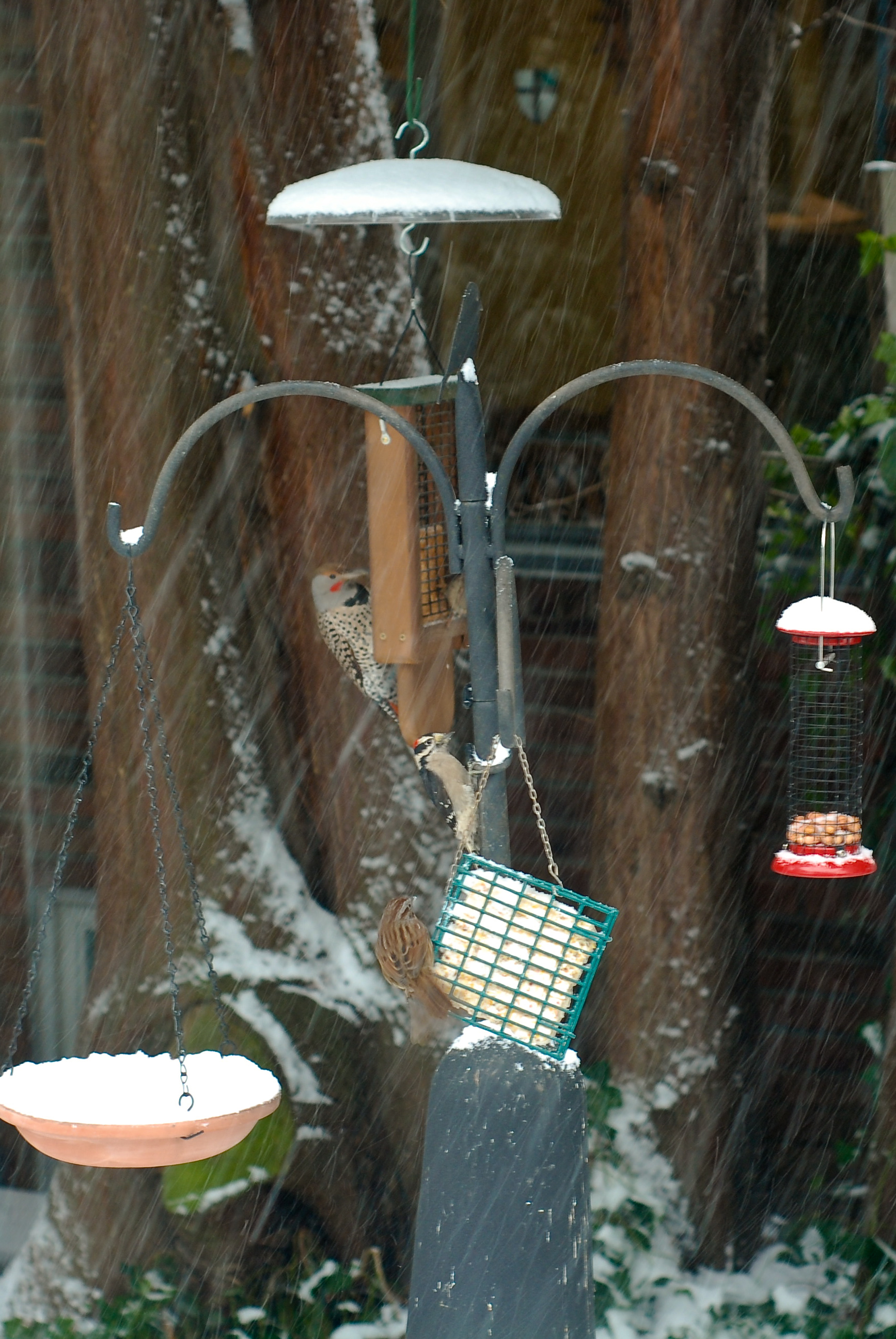
Кормушка для разных видов птиц
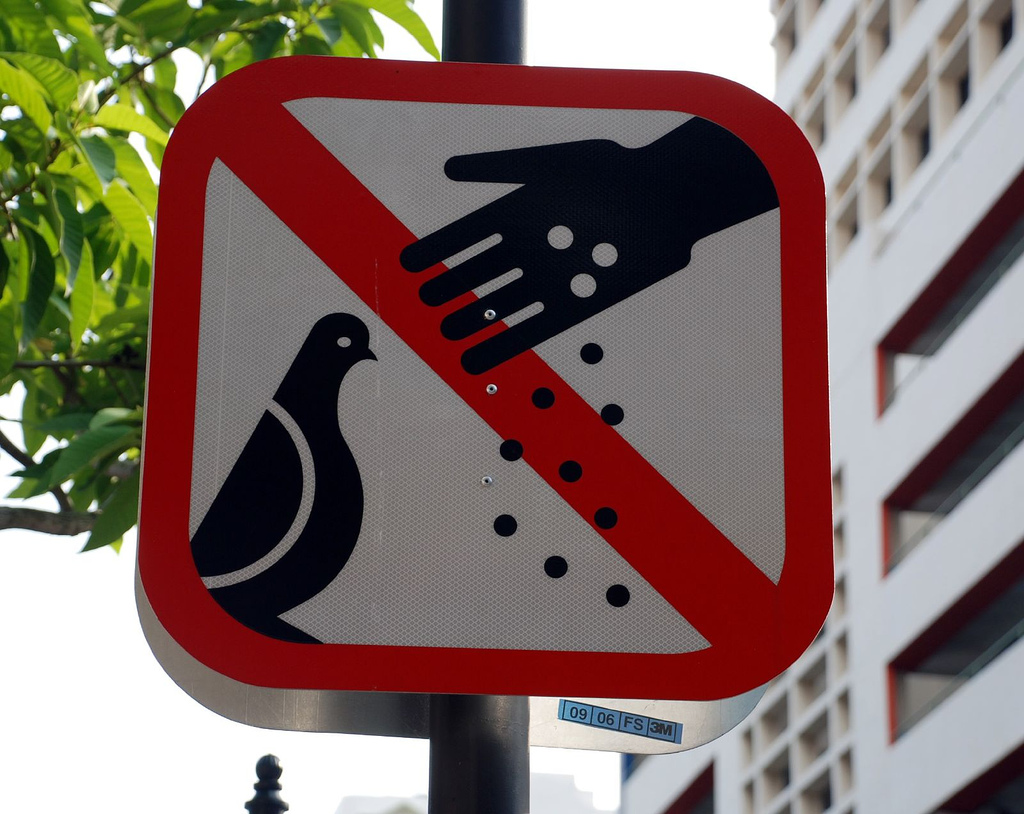
Знак «Голубей не кормить», Сингапур, 2007 год
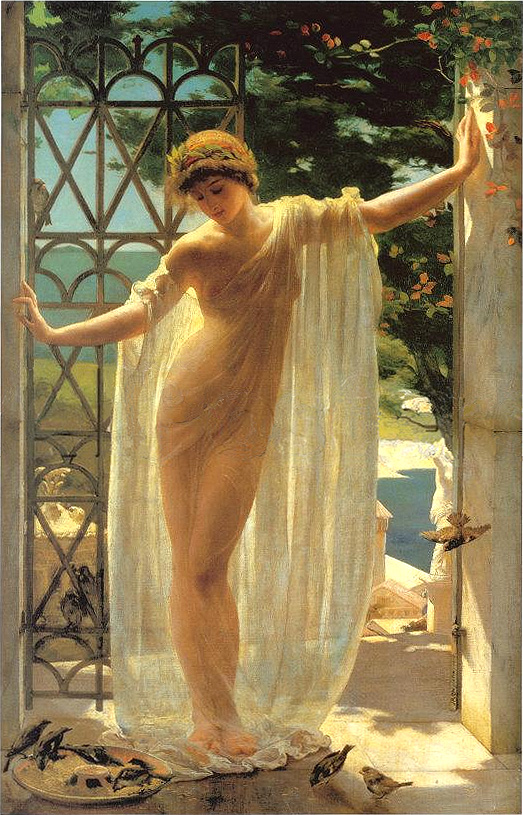
Дж. Р. Уэгелин[англ.] «Лесбия» (1878)